# Jean-Edmond Lamaze
Pour les articles homonymes, voir Lamaze.
Jean Lamaze, né le 8 janvier 1912 à Champigneulles (Meurthe-et-Moselle) et mort le 15 septembre 1995 à Saint-Cyr-sur-Mer, est un officier français. Il s'est particulièrement distingué pour son action sur le chant militaire français.
Autodidacte, il a composé plusieurs chants lors de sa carrière d'officier.

## Biographie
Après avoir obtenu son baccalauréat, Jean Lamaze s'engage au 3e régiment de chasseurs d'Afrique. Il gravit rapidement les échelons et entre en 1936 à l'École de cavalerie en tant qu'élève-officier.
Il participera au Débarquement de Provence en 1944, et sera blessé à plusieurs reprises lors de la libération de La Farlède. Le Lieutenant Lamaze se distinguera plusieurs fois au combat lors de la Libération de la France.
Nommé capitaine, il sera ensuite affecté en tant qu'instructeur à l'École Militaire de Cherchell puis à l'École d'Artillerie de Châlons-sur-Marne où il développera sa méthode de chant polyphonique. L'année 1961 sera pour lui une consécration, lors d'un concert où il dirigera son chœur salle Pleyel en novembre ainsi qu'une présentation la même semaine à l'école militaire des invalides.
Enfin, le Commandant Lamaze sera cadre au Centre d'Entrainement des Moniteurs de Jeunesse d'Issoire où ses qualités de chef de chœur et d'éducateur de jeunesse dans le domaine artistique seront remarquées. Le chœur des moniteurs de jeunesses (une centaine de choristes et une dizaine de musiciens) sera constitué entre le mois d'août et novembre 1961. Un disque sera enregistré salle Wagram pour Pathé Marconi et un enregistrement salle Pleyel pour la radiodiffusion française en novembre 1961.
Contrairement à une idée répandue, il n'a pas été chef du Chœur de l'Armée française, car ce dernier a été créé en 1982 à la demande de Charles Hernu, alors Ministre de la Défense.

## Chansons
- Rien ne saurait t'émouvoir, Hymne du 3e R.P.I.Ma.
- Nous les fusiliers marins, harmonisée par Jean Suscinio
- O ! Saint Georges, hymne de la Cavalerie, sur un poème du Lieutenant Planoz
- Je suis revenu, chant de marche de la 1re division blindée.
- Joyeuse amazone
- Mon Algérie
- Les trois dragons
- Avec des gars comme nous
- O ! Douce France
- Les Trois Rayons de Lune
- Automne, sur le poème de Paul Verlaine
- Petit homme tout content
- Ton P'tit oui!
- Le Flibustier
- Le Roi des Timoniers
- Unir tous les Hommes

## Discographie
- Chants de Marche et de Bivouac avec le 3e Régiment de Parachutistes Coloniaux (Pathé 45EA202 - 1958),
- Sur la route de Dijon avec les Chœurs de L'Ecole d'Artillerie et du 40e régiment d'artillerie (DECCA 123913 - 1960),
- L'Artilleur de Metz avec les Chœurs de L'Ecole d'Artillerie et du 40e régiment d'artillerie (DECCA 451018 - 1961),
- Des Rires et des chansons avec les Chœurs des Moniteurs de la jeunesse du CEMJA d'Issoire (Pathé 33ST1155 - 1962).

## Décorations

### Rubans
|  |  |  |
|  |  |  |
|  |  |  |

### Intitulés des décorations françaises
- Officier de la Légion d'honneur
- Croix de guerre 1939-1945 avec deux palmes et étoile de vermeil
- Croix de la Valeur militaire avec étoile de vermeil
- médaille coloniale agrafe sahara
- Médaille commémorative de la guerre 1939-1945
- Insigne des blessés militaires
- Médaille d'honneur des sociétés musicales et chorales

### Intitulés des décorations étrangères
- Officier du Nichan Iftikhar ( Tunisie)